# Dražůvky
Dražůvky (německy Draschuwek, dříve Drazuwek) jsou obec v okrese Hodonín v Jihomoravském kraji, 8 km západně od Kyjova. Žije zde 253 obyvatel. Sousedními obcemi sídla jsou Želetice, Strážovice, Stavěšice, Věteřov, Archlebov, Lovčice a Ždánice. Obcí protéká potok Trkmanka. Od roku 2002 jsou členem mikroregionů Ždánicko, Babí lom a Sdružení obcí Severovýchod.

## Historie

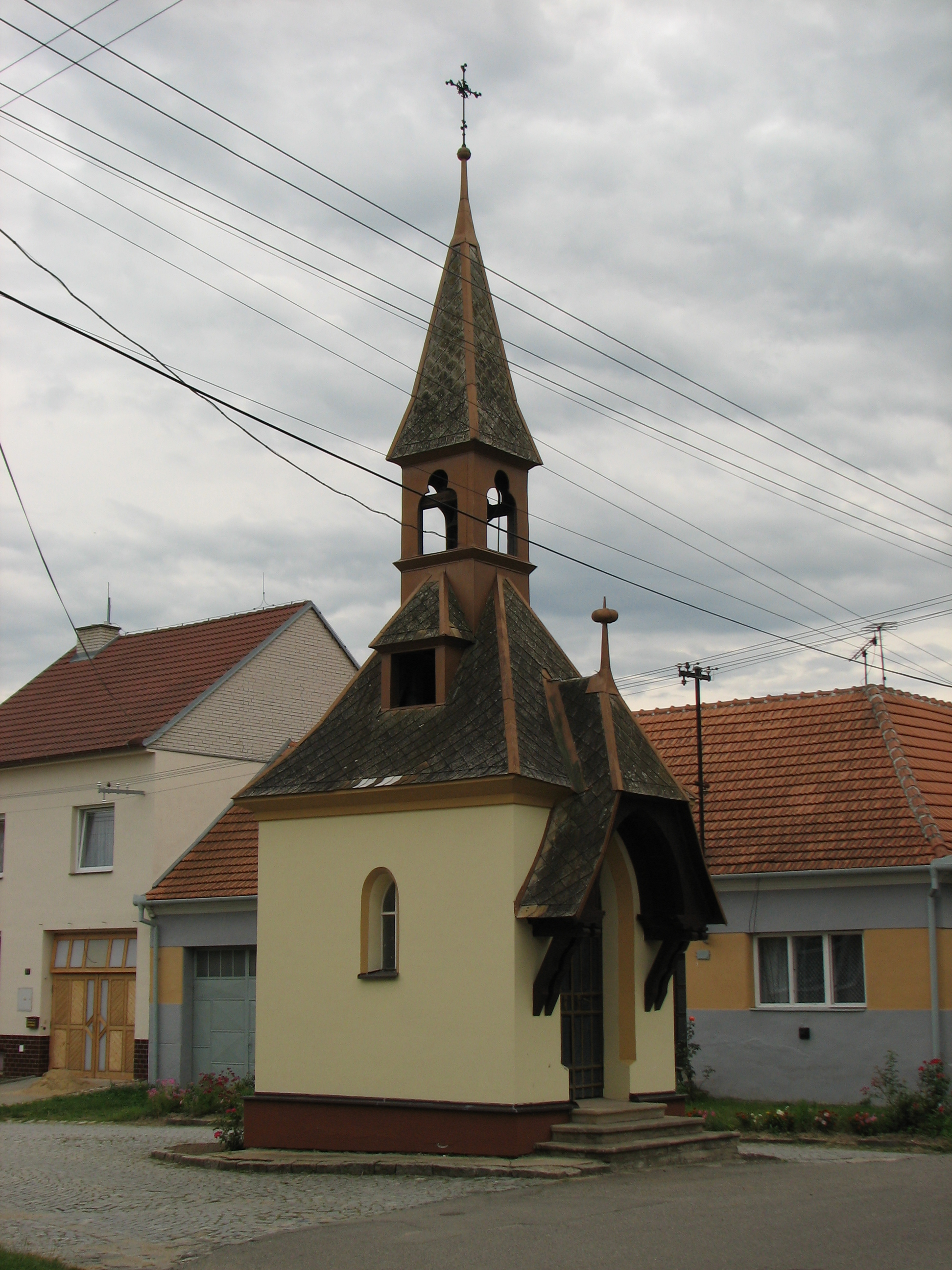
Kaple na návsi

Původně v místě stávala ves Dražovice. V historii se objevily i názvy Dolní Dražovice, Dražejovice či Dražejov. První písemná zmínka o obci pochází z roku 1340, kdy ji vlastnil Bruno z Dražovic. Když jako bezdětný zemřel, majetek připadl markraběti Karlovi, budoucím českému králi Karlu IV. Ten jej 22. srpna 1341 věnoval novém ženskému benediktinskému klášteru v Pustiměři, který Dražůvky vlastnil do roku 1364 a pak se vystřídalo několik dalších majitelů. Ve 14. století byly uváděny jako městečko s právem vybírat mýto a s trhovým a hrdelním právem. Byla zde tvrz, kostel s farou, mlýn, hospoda, hospodářský dvůr a 6 rybníků. V 15. století během husitských a česko-uherských válek Dražovice utrpěly velké ztráty a od roku 1453 používají název Dražůvky. Po nějaký čas zde byla Jednota bratrská. V roce 1598 ves zakoupil Oldřich z Kounic, majitel ždánického panství. Ten se účastnil stavovského povstání a jeho majetek mu byl po bitvě na Bílé Hoře zkonfiskován. Celé panství roku 1619 získal Gundakar z Lichtenštejna a Lichtenštejnům pak patřilo do zrušení vrchnostenské správy v roce 1848. Dražůvky byly opět zničeny za třicetileté války, kdy zanikla tvrz i kostel s farou. V roce 1656 zde žilo pouze 14 osadníků. Znovu byly vyrabovány francouzskou armádou v roce 1805. Poslední z rybníků o rozloze 18,5 ha byl vypuštěn roku 1891 a současně zanikl mlýn ze 16. století. V roce 1889 byla postavena škola a 1892 kaple. V letech 1976–1991 obec administrativně spadala pod sousední Archlebov. Ve východní části obce procházela v letech 1908–2007 železniční trať z Čejče do Ždánic. V roce 2016 byl její 9 km dlouhý úsek přebudován na cyklostezku.

## Obyvatelstvo
Při sčítání lidu v roce 2011 se 49,2 % obyvatel přihlásilo k české národnosti a 24 % k moravské. 25,2 % se hlásilo k Římskokatolické církvi, 22,1 % bylo bez vyznání a 44,6 % obyvatel vyznání neuvedlo. Průměrný věk byl 41,8 let.

## Doprava
Dražůvkami vede silnice č. 41993, která se na severní okraji katastru napojuje na silnici I. třídy I/54. V centru obce je jedna autobusová zastávka, druhá (Dražůvky rozcestník) je v místě zvaném Žandovský mlýn. Z Dražůvek je zajišťována autobusová doprava na linkách z Kyjova do Dambořic, ze Ždánic do Násedlovic a z Brna do Kyjova. 9 km dlouhá cyklostezka vybudovaná v roce 2016 na místě bývalé železniční trati spojuje obec se sousedními Želeticemi a Ždánicemi. V jihovýchodní části katastru prochází lesním terénem zeleně značená turistická trasa v délce asi 1,5 km.

## Pamětihodnosti

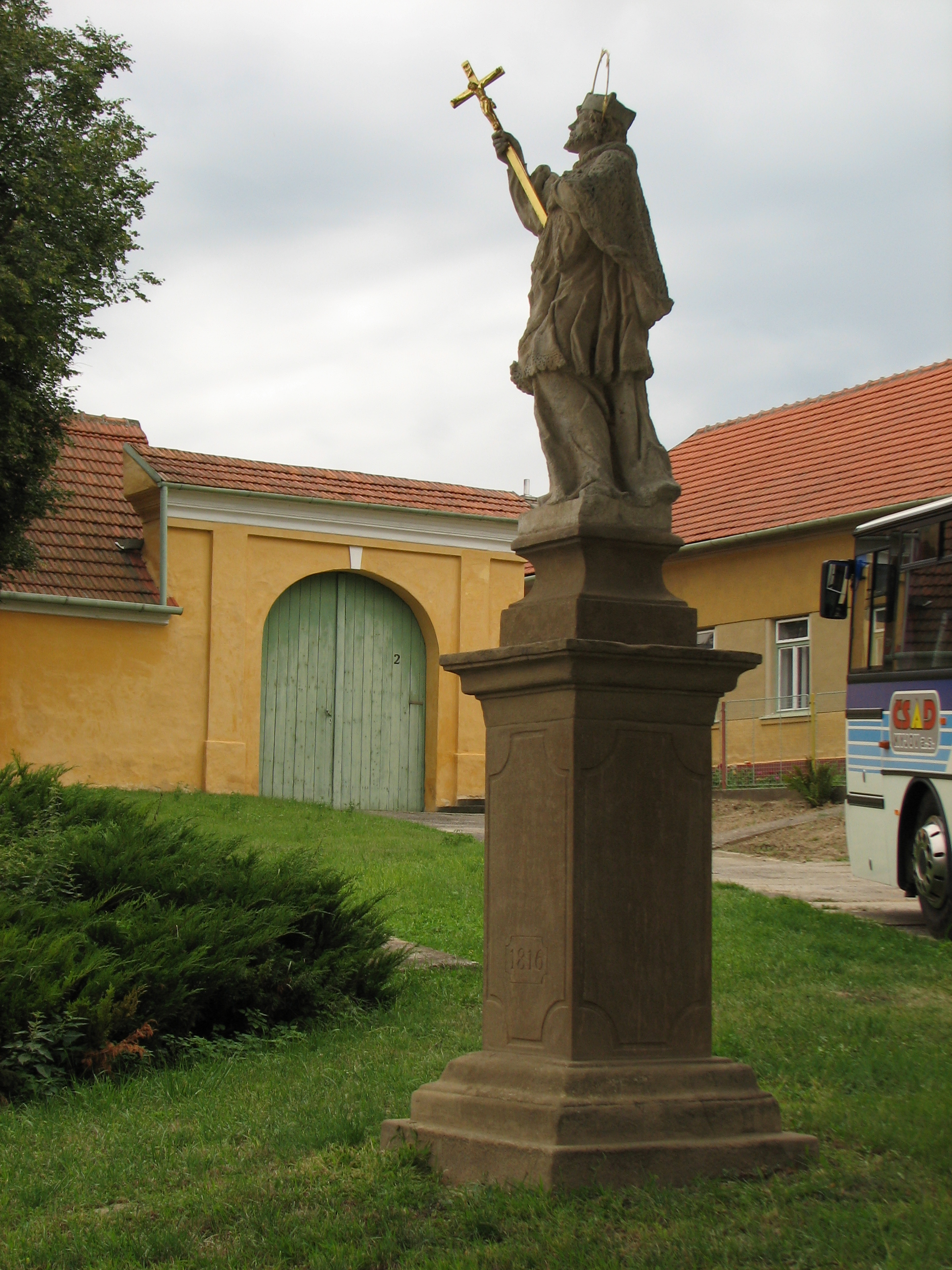
Socha sv. Jana Nepomuckého

- Socha sv. Jana Nepomuckého z roku 1816
- Kaple z roku 1892 slouží jako zvonice. Zvon roku 1793 nebo 1797 zhotovil brněnský zvonař Klement Stecher (1759–1834).[9]
- V jižní části obce stávala boží muka věnované svaté Anně. Muka v roce 1906 nechala postavit místní obyvatelka jako poděkování za uzdravení v brněnské nemocnici U svaté Anny. V 90. letech 20. století do božích muk narazil automobil a zbořil je. Obec má v plánu muka znovu vystavět.[10]

## Osobnosti
- Milan Beránek (* 1936), sochař, malíř a básník
- František Komňacký (* 1951), fotbalový trenér